# 芝山岩隘門
25°06′15″N 121°31′49″E / 25.104098°N 121.53029°E

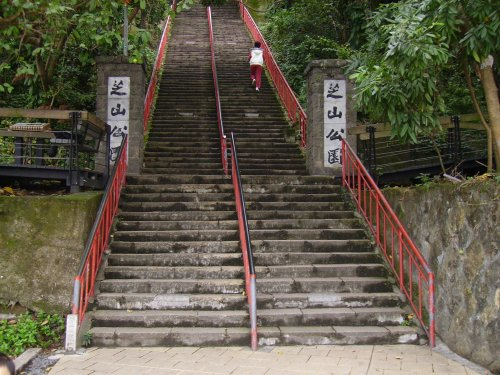
芝山岩，此百二十崁處本來是南隘門處

芝山岩隘門，是位於臺灣臺北市士林區芝山岩山麓，為1825年所建的小型隘門。
隘門為傳統聚落中，為了防守村落，於險要處設置如牆門或堡壘的防禦設施。而芝山岩隘門，正是19世紀分類械鬥中，以芝山岩為避難所的漳州人為防範泉州人進犯所興建。

## 沿革
19世紀，漳州人興建的隘門中，比較重要的，除了1825年所建的芝山岩之東西南北四隘門之外，還有1860年於八芝蘭新街（今士林夜市）所建的四方位隘門。20世紀，多座隘門陸續被先後拆除，僅留下芝山岩的北隘門，與西隘門。

### 漳州人與芝山岩
芝山岩為臺北市士林大直一帶的獨立小山丘，標高約51.5m，當地人也稱此山為「圓山仔」。18世紀，大量中國福建漳州移民移居該山丘附近的台北八芝蘭（今士林區），因其小山丘風景很像中國漳州芝山，故芝山岩為名，除此，一般來說，該地名命名方式與山頂上的芝山巖廟宇也有很大關係。（巖與岩同音。）

### 分類械鬥
分類械鬥主要發生在18世紀中到19世紀末，清治台灣時期，自我認知不同族群間的武裝衝突。「分類」的意思除了意指這種以武力為主的衝突有著自我與敵人「分門別類」的特殊性，也指台灣這階段的「集體械鬥」型態分成了「閩粵」、「漳泉」、「頂郊」等不同種類。
台灣分類械鬥衝突中，漳泉兩族也常常參與其中。自西元9世紀以來的族群衝突，從中國漳州與泉州，延續到18世紀的台灣。移民八芝蘭地區的漳州人經過泉州人數度侵擾後，決定將約十公頃的芝山岩當作八芝蘭漳州聚落緊急避難所，基此理由，漳州人於是於1825年於芝山岩四個通道設置四個隘門。另外此隘門，亦有保護漳州宗廟芝山巖惠濟宮的功能。

## 隘門設計
四簡單石頭隘門依芝山巖四山麓險要而立，約只能有兩個人通行，高則五公尺左右。隘門後側，還設有類似短城牆的數公尺壕溝可供防守兵勇攀登掩護，另外，牆上還設有碟口等防禦措施設置。
1859年，泉州人攻入八芝蘭街道，將八芝蘭舊街全部焚毀，漳州人因此退避芝山岩。數月間，此四隘門成為漳泉兩族群攻守要地。經過多日攻防後，漳州人終因此隘門得以保全宗廟與性命。
1860年，情勢稍緩。漳州人回八芝蘭重建街道。除了將新街道建築（今士林夜市）構築成如城牆的大北街，大南街，大東街，大西街之外，也仿照芝山岩隘門，於新街道四要道建立四座隘門。
20世紀，這些因為防範泉州人所興建的小隘門，多數被陸續拆除。僅留下芝山岩西側的西隘門與芝山岩北麓的北隘門。而現今芝山岩入口的百二十崁（一百二十階樓梯）則為舊時芝山岩最重要出口南隘門。

## 外部連結
1. ↑  .   [2021-05-21]. （原始内容存档于2021-05-21） （中文（臺灣））.